# 北海道大學醫院
北海道大學醫院（日语：／）是日本札幌市北區的北海道大學附屬教學醫院。通稱北大醫院（日语：／）。為北海道提供醫科、牙科的先進醫療，是當地的代表醫院。
作為在國際標準臨床研究等方面發揮核心作用的國內核心醫院，厚生勞動省將本院列為「臨床研究中核醫院」。

## 沿革
北海道大學醫學部附屬醫院
- 1919年（大正08年）：北海道帝國大學成立醫學部[7]。
- 1920年（大正09年）：為了成立醫學部附屬醫院，開設看護法講習科（之後的厚生女學部→醫學部附屬看護學校，1983年廢止）[7]。
- 1921年（大正10年）：成立產婆養成所（之後的助產婦學校，1985年廢止）[7]。「北海道帝国大学醫學部附屬医院」開院[7]。
- 1936年（昭和11年）：醫學部附屬醫院登別分院開診（1996年廢院）[7]。
- 1949年（昭和24年）：改稱「北海道大學醫學部附屬醫院」[7]。
- 1955年（昭和30年）：西病棟新建工程竣工[7]。
- 1956年（昭和31年）：成立醫學部附屬診療X射線技師學校（之後的診療放射線技師學校，1986年廢止）[7]。
- 1958年（昭和33年）：中央棟、東病棟新建工程竣工[7]。
- 1966年（昭和41年）：成立醫學部附屬衛生檢査技師學校（之後的臨床檢査技師學校，1984年廢止）[7]。北病棟新建工程竣工[7]。
- 1967年（昭和42年）：南病棟新建工程竣工[7]。齒學部附屬醫院開院，齒科廢止[7]。
- 1981年（昭和56年）：南病棟增建工程竣工[7]。
- 1983年（昭和58年）：中央診療棟新建工程竣工[7]。
- 1988年（昭和63年）：新門診棟新建工程竣工（翌年開診）[7]。
- 1993年（平成05年）：新病棟新建工程竣工（翌年開診）[7]。
- 1997年（平成09年）：新中央診療棟新建工程竣工[7]。
- 2002年（平成14年）：Family House落成[7]。

北海道大學齒學部附屬醫院
- 1967年（昭和42年）：成立「北海道大學齒學部附屬醫院」。入院病棟、門診診療棟增建工程落成[7]。
- 1970年（昭和45年）：附屬醫院棟新建工程落成[7]。
- 1979年（昭和54年）：增建工程落成[7]。
- 1982年（昭和57年）：增建工程落成[7]。

北海道大學醫院
- 2003年（平成15年）：醫學部附屬醫院與齒學部附屬醫院合併為「北海道大學醫院」[7]。
- 2013年（平成25年）：門診新棟新建工程竣工[7]。

## 機關指定
- 健康保險法}保險醫療機關
- 國民健康保險法療養處理機關
- 消防法救急醫療機關
- 生活保護法醫療機關
- 感染症預防·醫療法醫療機關
- 勞動者災害補償保險法醫療機關
- 地方公務員災害補償法醫療機關
- 原子力災害據點醫院（日语：原子力災害拠点病院）
- 母子保健法醫療機關
- 戰傷病者特別援護法療養給付
- 障害者自立支援法指定自立醫療機關
- 特定機能醫院（日语：特定機能病院）
- 臟器移植登錄設施
- 愛滋病治療據點醫院（日语：エイズ治療拠点病院）（北海道愛滋病治療區域據點醫院）
- 災害據點醫院（日语：災害拠点病院）
- 癌症診療連攜據點醫院（日语：がん診療連携拠点病院）（北海道高度癌症診療中核醫院）[8]
- 肝疾患診療連攜據點醫院（日语：肝疾患診療連携拠点病院）
- 小兒癌症據點醫院
- 造血幹細胞移植推進據點醫院

## 診療科等
診療科（醫科）
- 內科I
- 內科II
- 消化器官內科
- 循環器官內科
- 血液內科
- 腫瘤內科
- 消化器官外科I
- 消化器外科II
- 心臟血管、呼吸道外科
- 骨科
- 泌尿科
- 麻醉科
- 整形外科
- 乳腺外科
- 急救科
- 神經內科
- 眼科
- 耳鼻喉科
- 皮膚科
- 精神科神經科
- 腦神經外科
- 復健科
- 產科
- 婦科
- 小兒科
- 放射線治療科
- 放射線診斷科
- 核子醫學診療科
- 病理診斷科

診療科（牙科）
- 齒科預防保健
- 牙周及根管治療科
- 冠橋義齒補綴科
- 老人牙科
- 兒童及身心障礙者齒科
- 矯正齒科
- 齒冠修復科
- 義齒補綴科
- 口腔內科
- 口腔外科
- 齒科放射線科
- 齒科麻酔科
- 顎關節治療部門
- 口腔顎面治療部門
- 口腔移植治療部門
- 口腔綜合治療部

專門門診（醫科）
- 懷孕與藥諮詢門診
- 幽門桿菌專門門診
- 淋巴水腫護理門診
- 側彎症專門門診
- 棒球肘檢診門診

專門門診（牙科）
- 磨牙症 專門門診
- 口臭專門門診
- 進食、吞嚥專門門診
- 美容牙科專門門診

中心、部門
- 檢査、輸血部
- 手術部
- 放射線部
- 先進急性期醫療中心（急救／集中治療）
- 復健部
- 物流管理中心
- 病理診斷科、病理部
- 周產母子中心
- 集中治療部
- 醫療情報企劃部
- 光學醫療診療部
- 臟器移植醫療部
- 高等口腔醫療中心
- 當日手術中心
- 高度無菌治療部
- 臨床基因診療部
- 血液淨化部
- 口腔綜合治療部
- 生體技工部
- 國際醫療部
- 癌症基因診斷部
- 齒科門診手術中心
- ME機器管理中心
- 超音波中心
- 運動醫學診療中心
- 癲癇中心
- 口腔照護連攜中心
- 腫瘤中心
- 質子治療中心
- HIV診療支援中心
- 藥劑部
- 看護部
- 醫療技術部
- 醫療安全管理部
- 感染制御部
- 營養管理部
- 企劃管理部
- 診療錄管理室
- 女性醫師等就業支援室
- 臨床研究開發中心
- 臨床研修中心
- 地域醫療連攜福祉中心
- 地域醫療指導醫支援中心
- 入退院中心
- 伴隨式診斷研究部門
- 安全衛生管理室
- 肝疾患相談中心
- 糖尿病照護支援團隊

## 設施認定
- 骨髄移植推進財團（骨隨銀行（日语：骨髄バンク））認定設施
- 臍帶血銀行（日语：さい帯血バンク）認定設施
- 日本成人白血病共同研究團隊（JALSG）認定設施
- 日本泌尿器科學會教育認定設施
- 日本透析醫學會認定設施
- ISO15189認定（檢査部）[9]
- 日本透析醫學會認定設施
- 日本腎臟學會研修設施
- 日本靜脈經腸營養學會NST（營養支持小組（日语：栄養サポートチーム））專門療法士教育認定設施

## 先進醫療
- 質子治療
- 使用細胞學標本進行基因檢測
- 在初次皮質類固醇治療中加入Clopidogrel、Pitavastatin及Tocopherol acetate合併投藥抑制股骨頭壞死－全身性紅斑狼瘡（僅限進行初次皮質類固醇治療的病患。）
- 周術期Carperitide靜脈投藥復發抑制療法－非小細胞肺癌（電腦斷層確認為非浸潤性除外）
- 帝盟多用量強化療法用量強化療法－膠質母細胞瘤（僅限於初次發作初次治療後復發或惡化的患者 。）
- S-1口服給藥與紫杉醇靜脈和腹腔內給藥的併用療法－胰臟癌（無遠距轉移、腹膜轉移。）
- 質子治療－可根除性切除的肝細胞癌（僅限初發、單獨、且腫瘤大小為三至十二公分。）【質子線治療實施設施】
- 腎血管平滑肌脂肪瘤的腎腫瘤凝固、燒灼術（僅限冷凍凝固。）－腎血管平滑肌脂肪瘤（僅限結節性硬化症。）【腎血管平滑肌脂肪瘤診斷與術後治療實施設施（泌尿科）】
- 內視鏡的局部酒精注射療法－胰臟神經內分泌腫瘤（僅限腫瘤1.5公分以下。）

## 交通方式
- 札幌市營地下鐵南北線北12條站步行約6分、北18條站步行約7分
- 札幌市營地下鐵東豐線北13條東站步行約15分
- 北海道旅客鐵道（JR北海道）札幌站步行約15分

## 外部連結
- 北海道大學醫院 （页面存档备份，存于）